# اس‌اس گانتر
اس‌اس گانتر (به انگلیسی: SS Ganter) یک کشتی بود که طول آن ۲۷۶ فوت ۹ اینچ (۸۴٫۳۵ متر) بود. این کشتی در سال ۱۹۲۷ ساخته شد.